# ب
La bāʾ (en árabe باء, bāʾ [baːʔ]) es la segunda letra del alfabeto árabe. En árabe clásico representa el sonido de una oclusiva bilabial sonora /b/. En la numeración abyad también tiene el valor de 2.

## Transliteración
Suele ser transliterada como b de forma universal. Por ejemplo se translitera  «bazar», (en árabe بازار), que significa negocio o mercado.

## Historia
La letra bāʾ deriva de la bet fenicia, que dio lugar también a la b del alfabeto latino y la letra beta (β) del alfabeto griego.
| fenicio | arameo | siríaco | nabateo | árabe |
| ------- | ------ | ------- | ------- | ----- |
| 𐤁       | 𐡁      | ܒ       |         | ب     |

## Forma
La bā se liga a la siguiente letra de la palabra. También con la precedente, a menos que esta sea álif, dāl, ḏāl, rā, zāy o wāw, que nunca se unen a la letra posterior.

## Pronunciación
Representa un sonido consonante obstruyente, bilabial y sonoro /b/. En algunos préstamos y nombres extranjeros puede representar el sonido /p/, a menudo arabizado a /b/, por ejemplo برسيل (Persil). Para representar /p/ puede cambiarse por la letra pe (پ) del alfabeto persa que es una ba con tres puntos inferiores.

### Representación, transcripción y transliteración
En la notación matemática moderna, tiene la misma utilidad que la {\displaystyle b} a occidente.
En el SATTS y el alfabeto de chat árabe, propone la letra "b" para transcribir y transliterar la bā.
En la representación Unicode, bā ocupa el punto U+0628 con el nombre ARABIC LETTER BEH.
En la codificación ISO 8859-6, el punto 0xc8.
Como entidad HTML, se codifica como ب

## Variantes
Los alfabetos persa (y por herencia al alfabeto árabe bielorruso), urdu y shahmukhi (punjabi) usan una variante de la bā con tres puntos en lugar de uno para representar el sonido /p/: پ. El xiao'erjing la cogió del persa para representar varios sonidos, según la lengua que se transcribía.
En hausa y sindhi se usa una bā con un punto adicional para representar el sonido implosivo /ɓ/: ﭒ. El sindhi también tiene una variante de la bā con quatro puntos, ڀ, para el sonido aspirado /bʰ/.